# 大叶青冈
大叶青冈（学名：Cyclobalanopsis jenseniana）为壳斗科青冈属下的一个种。

## 扩展阅读
- 維基物種上的相關：大叶青冈